# Kaifeng

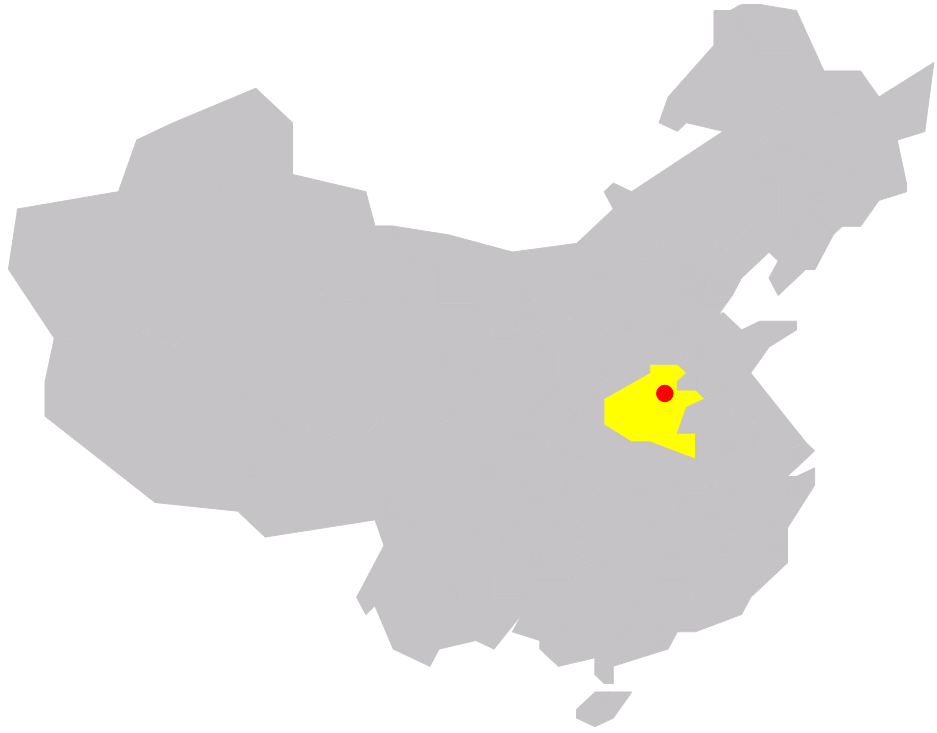
Localização de Kaifeng na República Popular da China

Kaifeng (开封) é uma cidade da República Popular da China localizada na província de Honã, às margens do Rio Amarelo.

## Dados da Cidade
- População: 4 676 159 pessoas (2010)
- Área: 6 444 km²
- Renda per Capita: 960 dólares (dados de 2003).

## História
Kai-feng é o atual nome de Daliang, que foi fundada em 364 a.C. A cidade foi crescendo conforme a população chinesa se movia para o leste em busca de terras mais férteis. Durante a Dinastia Song (960-1279), chegou a possuir mais de 400 000 habitantes. Foi capital de diversas dinastias chinesas e tinha uma grande produção de porcelana, atraindo muitos imigrantes, inclusive judeus. Invasões de povos do norte e inúmeras inundações acarretaram o declínio da cidade, sendo que a mesma teve de ser reconstruída no final do século XIX, sem nunca mais, contudo, possuir a mesma importância de antes.